# 호스티스 영화
호스티스 영화(영어: Hostess Movie)는 대한민국의 1970년대에서 1980년대 주로 생산되던 영화 장르로 사회적 신분이 낮은 여성의 사랑이야기를 그린 영화를 말한다. 호스티스 영화는 그 시대적 연대와 영화에 정사 장면이 등장한다는 동일성 때문의 일본의 로망 포르노에 비견되기도 한다.

## 호스티스 영화 목록
- 1987년
  - 《영자의 전성시대 87》

- 1982년
  - 《영자의 전성시대 2》

- 1981년
  - 《별들의 고향 3》

- 1979년
  - 《이십육 X 삼백육십오 = 영》

- 1978년
  - 《별들의 고향 2》
  - 《O양의 아파트》
  - 《꽃순이를 아시나요》

- 1975년
  - 《영자의 전성시대》

- 1974년
  - 《별들의 고향》

## 같이 보기
- 로망 포르노